# 꿀벅지
꿀벅지는 신조어로서 일반적으로 '꿀'과 '허벅지'의 합성어로 본다. '꿀처럼 달콤한 허벅지', '꿀을 바른 듯한 매끄러운 허벅지' 등 다양한 해석들이 제기되고 있으나, 현재 일반적으로 통용되고 있는 뜻은 '가늘고 마른 허벅지가 아닌 탄탄하고 건강미가 있는 허벅지'를 지칭한다.

## 의미 및 통용 시기
네티즌 사이에서 주로 '마른 허벅지가 아니라 탄탄하고 건강미 있는 굵은 허벅지'를 지칭하는 의미로, 2009년 하반기부터 유행하였으며, 원래는 가수 유이 (애프터스쿨)의 탄탄하고 섹시한 허벅다리를 지칭하는 말이였으나, 점차 유명 다리가 예쁜 방송인 및 연예인에게 꿀벅지라는 말이 흔히 쓰일 정도로 단어가 자주 등장했으며 대개 건강미 있는 허벅지의 연예인을 지칭하는 단어로 자주 쓰였다. 한편 꿀벅지라는 단어가 주목을 받은 배경으로, 시대의 변화에 따른 미의 기준 변화가 반영되어 있다는 분석이 나오기도 하였다.

## 단어 논란
2009년 9월 20일에 충청남도 천안시의 한 여자 고등학생이 "꿀벅지라는 단어가 성적 수치심을 유발한다"며 "언론에서라도 사용하지 말게 해달라"는 제안을 여성부 홈페이지에 올렸다. 이에 대해 여성부는 "성희롱은 피해자가 성적 표현이나 행위를 접했을 때 느끼는 모멸감 등이 기준이 되므로 개인적인 문제"라고 하였다. 또한 이에 덧붙여 "성희롱 민원은 인권위원회에 제기해야 하고, 언론에서 사용하는 단어 관련 문제는 방송통신위원회에 제기해야 할 문제이다"라고 설명했다. 이어 "현재 올라온 민원도 분류해 각 위원회로 이관해야 할 것으로 안다"고 밝혔다.

## 같이 보기
- 페티시즘